# 중국지리대구
중국지리대구(中國地理大區)는 중국을 나누는 대구역을 말한다. 민국시기의 대구역과 중화인민공화국의 분류 기준이 다르지만 6개로 나누는 것은 공통적이다.

## 같이 보기
- 중화인민공화국의 행정 구역